# Toito
Toito é uma aldeia anexa da freguesia de São Miguel do Jarmelo, do concelho da Guarda (Beira Alta) em Portugal.
Toito é nome de origem germânica e provém do nome pessoal Tructus, ainda usado na época da fundação da Nacionalidade. Argo-mil, idem. O topónimo principal da freguesia, Ribeira dos Carinhos, é de origem claramente geográfica. Se a primeira parte do nome, Ribeira, é óbvia, Carinhos é topónimo muito curioso e único no nosso País.
Poderá derivar, embora não haja certezas que o confirmem, do nome romano Carinus, que deu em Carinhos.
Aliás, o outeiro que pode ser observado no sítio da igreja paroquial leva a crer que ali terá existido uma antiga “villa” romana, unidade agrária por eles explorada.
Um outro nome curioso, Mãe de Mingança, indica-nos que parte da freguesia pertenceu em tempos recuados a determinados possessores, que faziam presúrias locais e fundavam paróquias e igrejas. Assim, seria um tal de Martim Gansa, por corrupção Mingança, a possuir o território e a doá-lo a sua mãe, não se sabe porquê.
Desvastada na época dos ataques mouros, foi Ribeira dos Carinhos repovoada por D. Sancho I. Dada a D. Gonçalo Mendes de Sousa, beneficiou da acção então desenvolvida na já importante vila de Jarmelo. Iria ser posteriormente uma honra da casa dos Sousões, mais concretamente a D. Gonçalo Garcia e sua mulher D. Leonor Afonso, filha bastarda de D. Afonso III.
Em Setembro de 1289, foi todo aquele território de Jarmelo, onde Ribeira dos Carinhos se integrava, doado à Ordem do Hospital pela dita D. Leonor Afonso. Pelas Inquirições de D. Dinis, no ano seguinte, foi a honra extinta.
A paróquia de Ribeira dos Carinhos era um curato anexo à freguesia de S. Miguel de Jarmelo, antigo concelho entretanto extinto. Passou depois a curato independente.
Dedicada ao Mártir S. Sebastião, a igreja paroquial de Ribeira dos Carinhos tem dois altares, um deles do Imaculado Coração de Maria e o outro de Nossa Senhora de Fátima.
No lugar do Toito, existe a Capela de Santa Catarina. Realça-se por ter três altares, consagrados a Nossa Senhora de Fátima, de Lourdes e do Bom Livramento.
Na Capela do Senhor dos Aflitos há uma bonita imagem de Nossa Senhora da Saúde e outras de relativo valor artístico. Ainda uma palavra para a Ermida de Santa Maria (Nossa Senhora da Assunção), no lugar de Argomil, que antes de pertencer a Ribeira dos Carinhos era um priorado de apresentação da família Aragão e Pina, de Linhares.